# Leptodactylus insularum
Espèce
Leptodactylus insularum est une espèce d'amphibiens de la famille des Leptodactylidae.

## Répartition
Cette espèce se rencontre dans le bassin de l'Amazone :
- au Costa Rica ;
- au Panama ;
- sur le bassin versant Antilles de la Colombie ainsi que sur les îles de Providence et de San Andrés ;
- au Venezuela ;
- en Trinité-et-Tobago.

## Taxinomie
Cette espèce a longtemps été confondue avec Leptodactylus bolivianus et Leptodactylus guianensis.

## Étymologie
Son nom d'espèce lui a été donné en référence à son lieu de découverte, les îles de Saboga et de Isla del Rey, dans l'Archipel des Perles.

## Publication originale
- Barbour, 1906 : Vertebrata from the savanna of Panama, IV. Reptilia and Amphibia. Bulletin of the Museum of Comparative Zoology at Harvard College, vol. 46, p. 224-230 (texte intégral).